# Paulina Starr Videla
Paulina Starr Videla, var en chilensk tandläkare. Hon blev 1884 den första kvinnliga tandläkaren i Chile. 
Efter offentliggörandet 1877 av det så kallade Amunátegui-dekretet, som gjorde det möjligt för kvinnor att studera vid universitet och ta yrkesexamen, kunde Paulina Starr ta examen från Universidad de Chile 1884.
1945 bildade hennes familj tillsammans med Universidad de Chile universitetshemmet "Paulina Starr" på Avenida España, i Santiago, för att välkomna universitetsstudenter från hela landet.
Varje mars tilldelar College of Dental Surgeons i Chile utmärkelsen "Paulina Starr Videla" till framstående kvinnliga tandläkare.